# 영광군의 향토문화유산
영광군의 향토문화유산은  「문화재보호법」에 따라 문화재로 정의된 것 중 국가지정문화재, 전라남도 지정문화재 및 문화재 자료를 제외하고 인위적·자연적으로 형성된 향토적인 유산으로서 역사적·예술적·학술적·경관적 가치가 큰 것과 이에 준하는 고고학적 가치를 가진 자료 등을 말하며, 그 유형은 다음과 같다.
1. 향토유형 문화유산 : 건조물, 전적, 서적, 회화, 조각, 고고학자료, 성곽, 명승지, 동·식물자생지, 민속자료 등 유형의 문화적 소산으로서 향토문화 보전에 필요한 것
2. 향토무형 문화유산 : 연극, 음악, 무용, 공예기술, 의식, 음식제조 등 무형의 문화적 소산으로서 향토문화 보존에 필요한 것

## 지정 목록
| 번호 | 그림 | 명칭                                                  | 소재지                                                 | 소유자 (관리자)                                                 | 지정·해제일자                                | 비고 |
| ---- | ---- | ----------------------------------------------------- | ------------------------------------------------------ | --------------------------------------------------------------- | -------------------------------------------- | ---- |
| 1호  |      | 무령서원 (武靈書院)                                   | 영광군 와룡로2길 16 (영광읍 월평리 190, 216)           | 영광김씨기천사종중 (영광김씨문안공파종중 대표 김옥환)           | 2020년 1월 30일 지정                         |      |
| 2호  |      | 장산사 유허비 (長山祠 遺墟碑)                         | 영광군 군불로1길 11-5 (군남면 도장리 252-1)            | 영성정씨종중 (영성정씨종중 대표 정의성)                         | 2020년 1월 30일 지정                         |      |
| 3호  |      | 고흥류씨 삼강려 (高興柳氏 三綱閭)                     | 영광군 녹산로1길 49 (불갑면 녹산리 244-4)              | 고흥류씨침유공문중 (고흥류씨영당침류정문중 대표 류재민, 류종옥) | 2020년 1월 30일 지정                         |      |
| 4호  |      | 이흥서원 모현당 (驪興書院 慕賢堂)                     | 영광군 영광로7길 46-79 (영광읍 학정리 113)             | 진주강씨사평공파종중 (진주강씨사평공파종중 회장 강도원)         | 2020년 1월 30일 지정                         |      |
| 5호  |      | 남강사 유허비 (南岡祠 宇遺墟)                         | 영광군 동산로9길 27 (대마면 남산리 568)                | 이하남 (함평이씨 남강사 대표 이생중)                            | 2020년 1월 30일 지정                         |      |
| 6호  |      | 송림사 효자 김시구 정문비 (松林祠 孝子 金時九 旌門碑) | 영광군 복호로1길 139 (영광읍 송림리 산67-8)            | 경주김씨계림군파윤경종중 (경주김씨계림군파윤경종중 대표 김진선) | 2020년 1월 30일 지정                         |      |
| 7호  |      | 지산사 강륜당 (芝山祠 講倫堂)                         | 영광군 지산길2길 43-10 (백수읍 지산리 170)             | 동래정씨죽창공파종중 (동래정씨죽창공파종중 대표 정진기)         | 2020년 1월 30일 지정                         |      |
| 8호  |      | 무령리 산신각 (武靈里 山神閣)                         |                                                        |                                                                 | 2021년 2월 3일 지정                          |      |
| 9호  |      | 수은공 강항비                                         |                                                        |                                                                 | 2021년 2월 3일 지정                          |      |
| 10호 |      | 사평공 강학손비                                       |                                                        |                                                                 | 2021년 2월 3일 지정                          |      |
| 11호 |      | 남죽리 석조미륵불                                     |                                                        |                                                                 | 2021년 2월 3일 지정                          |      |
| 12호 |      | 연성리 석조미륵불                                     |                                                        |                                                                 | 2021년 2월 3일 지정                          |      |
| 13호 |      | 한광윤 묘소와 추원재 (韓光胤 墓所와 追遠齋)           | 전남 영광군 법성면 영광로4길 119 (법성면 신장리 744)   | 청주한씨삼제관리위원회                                          | 2021년 2월 3일 지정 2022년 2월 8일 명칭 변경 |      |
| 14호 |      | 한강 묘소와 모원재 (韓康 墓所와 慕遠齋)               | 전남 영광군 묘량면 묘량로7길 94 (묘량면 덕흥리 산80-1) | 청주한씨삼제관리위원회                                          | 2021년 2월 3일 지정 2022년 2월 8일 명칭 변경 |      |
| 15호 |      | 전주 이씨 효열각 (全州 李氏 孝烈閣)                   |                                                        |                                                                 | 2021년 2월 3일 지정                          |      |
| 16호 |      | 진내리 석조미륵불 (鎭內里 石造彌勒佛)                 | 전남 영광군 법성면 진굴비길 142-5 (법성면 진내리 483)  | 영광군                                                          | 2022년 2월 8일 지정                          |      |
| 17호 |      | 야월리 석조미륵불 (野月里 石造彌勒佛)                 | 전남 영광군 염산면 창우로 67 (염산면 야월리 230-1)     | 영광군                                                          | 2022년 2월 8일 지정                          |      |
| 18호 |      | 함양박씨 삼강문 (咸陽朴氏 三綱門)                     | 전남 영광군 백수읍 대신길 266-9 (백수읍 대신리 845)    | 함양박씨참의공파 덕용종중                                       | 2022년 2월 8일 지정                          |      |

## 참고 문헌
- 영광군 (전라남도) 홈페이지 - 고시/공고